# Sonate pour violon et piano no 4 de Beethoven
Pour les articles homonymes, voir Sonate pour violon et piano.
La Sonate pour violon no 4 en la mineur, opus 23, de Ludwig van Beethoven, est une sonate pour violon et piano composée entre 1800 et 1801. Beethoven la publia en octobre 1801 avec une dédicace au comte de Fries.
Sa composition suivit d'un an la création de la Première Symphonie et fut contemporaine de celle de la Sonate pour violon no 5 dite « le Printemps ». Contrairement aux trois premières elle bénéficia avec la no 5 d'un accueil favorable de la critique, qui y vit « les meilleures écrites par Beethoven, ce qui veut dire qu'elles sont parmi les meilleures qui aient été écrites ».
Elle comporte trois mouvements :
1. Presto (en la mineur, à 
)
2. Andante scherzoso, più allegretto (en la majeur, à 
)
3. Allegro molto (en la mineur, à )

Durée de l'interprétation : environ 20 minutes